# Friedrich Wilhelm von Redern
Friedrich Wilhelm von Redern (Berlín, 9 de desembre de 1802 - Berlín, 5 de novembre de 1883) fou un polític i compositor alemany. Va ser una figura clau dins la vida cultural política berlinesa dels anys 1830-1840.
Acabada la carrera d'advocat, el 1823, entrà en el Consell d'Estat, sent després conseller íntim i majordom del rei de Frederic Guillem i, finalment, fou intendent general de la música de la cort.
Va compondre música religiosa, cantates, marxes, obertures i l'òpera Christine (1860).